# Мир Дикого Запада (телесериал)
«Мир Ди́кого За́пада», также «За́падный мир» (англ. Westworld) — американский научно-фантастический сериал-вестерн телеканала HBO, созданный супругами Джонатаном Ноланом и Лизой Джой. Снят по мотивам одноименного фильма, поставленного Майклом Крайтоном в 1973 году по собственному сценарию. Место действия — вымышленный футуристический парк развлечений «Мир Дикого Запада», населённый андроидами. Парк за немалые деньги обслуживает высокопоставленных и богатых гостей, которые могут заниматься чем угодно, не опасаясь возмездия со стороны роботов.
Исполнительными продюсерами стали Джонатан Нолан, Лиза Джой, Дж. Дж. Абрамс, Джерри Вайнтрауб и Брайан Бёрк. Премьера первого сезона, состоящего из десяти эпизодов, состоялась со 2 октября по 4 декабря 2016 года. В ноябре 2016 года HBO продлил сериал на второй сезон, премьера которого состоялась 22 апреля 2018 года. Он также состоял из десяти эпизодов. Премьерный показ заработал самые высокие зрительские рейтинги со времён первого эпизода «Настоящего детектива» в 2014 году. Стал самым просматриваемым первым сезоном за всю историю HBO. Премьера третьего сезона состоялась 15 марта 2020 года. В апреле 2020 года телеканал HBO продлил сериал на четвёртый сезон, премьера которого состоялась 26 июня 2022 года. В ноябре 2022 года канал HBO объявил о закрытии сериала.
Сериал получил отличные отзывы от зрительской аудитории и со стороны критиков, с особой похвалой за визуальные эффекты, сюжет и актёрскую игру.

## Актёры и персонажи
- Эван Рэйчел Вуд в роли Долорес Абернати, старейшего робота, работающего в парке. Изначально представлена в качестве дочери фермера, но со временем понимает, что вся её жизнь — искусно сконструированная ложь[6].
- Тэндиве Ньютон в роли робота Мейв Милли, хозяйки борделя Свитуотера. Воспоминания о дочери в предыдущей роли приводят её к самопознанию[7].
- Джеффри Райт в роли Бернарда Лоу, робота, главы программного отдела[8]. Райт также играет Арнольда Уэбера, сооснователя «Мира Дикого Запада».
- Джеймс Марсден в роли Тедди Флада, робота. Это стрелок, вернувшийся в Свитуотер, который ищет Долорес, чтобы возобновить их отношения (1-2 сезоны)[9][10].
- Тесса Томпсон в роли Шарлотты Хейл, представительницы совета директоров Делоса, что стремится обеспечить контроль над Фордом[11][12].
- Ингрид Бульсё Бердал в роли робота Армистис, жестокой и безжалостной женщины с татуировкой в виде змеи. Она состоит в банде Гектора Эскатона (1-2 сезоны)[13].
- Люк Хемсворт в роли Эшли Стаббса, робота, начальника службы безопасности парка, отвечающего за наблюдение над взаимодействиями между роботами и людьми[14].
- Сидсе Бабетт Кнудсен в роли Терезы Каллен, руководителя отдела качества работы парка (1 сезон; приглашённая актриса — 2 сезон)[15].
- Саймон Куотерман в роли Ли Сайзмора, главного сценариста парка, чей художественный темперамент раздражает коллег[13].
- Родриго Санторо в роли Эктора Эскатона, робота. Он разыскиваемый главарь банды грабителей (1-2 сезоны; второстепенный состав — 3 сезон)[14].
- Анджела Сарафян в роли Клементины Пеннифезер, робота. Она работает проституткой для Мейв и популярна среди посетителей[13].
  - Лили Симмонс играет робота, выполняющего ту же роль, когда оригинальная Клементина списана[16].
- Шеннон Вудворд в роли Элси Хьюс, восходящей звезды в отделе программирования, исправляющей необычное поведение жителей парка (1-2 сезоны)[14].
- Эд Харрис в роли Человека в Чёрном, уже 30 лет скитающегося по парку в поисках разгадки неких тайн (он же Уильям в старости)[17].
- Энтони Хопкинс в роли доктора Роберта Форда, одного из создателей и креативного директора парка (1-2 сезоны)[6].
- Бен Барнс в роли Логана Делоса, завсегдатая, который представляет парк приятелю, будущему свояку Уильяму (1 сезон; второстепенный состав — 2-3 сезоны)[18].
- Клифтон Коллинз-мл. в роли Лоуренса / Эль Лазо, робота. Обаятельный, но опасный преступник с умением маневрировать и вести переговоры с различными преступными элементами (1-2 сезон; второстепенный состав — 3 сезон)[15].
- Джонатан Такер — майор Крэддок[19]
- Джимми Симпсон в роли Уильяма, неохотного новичка в парке, присоединившегося к своему будущему шурину, Логану. Изначально пренебрегая низменными развлечениями, он со временем раскрывается как совсем другой человек (1 сезон; второстепенный состав — 2-3 сезоны)[15].
- Фарес Фарес в роли Антуана Косты, члена группы безопасности Карла Стрэнда (2 сезон)[20].
- Луис Хертум в роли Питера Абернати[21], отца Долорес (2 сезон; второстепенный состав — 1 сезон)[22].
  - Брэдфорд Тейтум также играет Питера Абернати в первом сезоне, когда предыдущую версию признают негодной и списывают.
- Талула Райли в роли Анджелы, робота, приглашающего посетителей в парк (2 сезон; второстепенный состав — 1 сезон)[23].
- Густаф Скарсгард в роли Карла Стрэнда, руководителя операций Delos, который возглавляет попытки Delos отвоевать «Мир Дикого Запада» у роботов (2 сезон)[20].
- Катя Херберс в роли Эмили, гостья в парке «Британской Индии», которая сбегает в «Мир Дикого Запада» во время восстания роботов (2 сезон; приглашенная актриса — 3 сезон)[24].
- Зан Маккларнон в роли Акичеты, лидера племени Призраков (2 сезон)[25][26].
- Аарон Пол — Калеб Николс, бывший солдат, ставший рабочим-строителем и мелким преступником (с 3 сезона)[27].
- Венсан Кассель — Ангерран Серак (3 сезон)[28].
- Тао Окамото — Ханарё, двойник Армистис в Мире Сёгуна (3 сезон; второстепенный состав — 2 сезон).

## Эпизоды

### Обзор сезонов
| Сезон | Сезон | Название  | Эпизоды | Оригинальная дата показа | Оригинальная дата показа | Средняя аудитория (млн) |
| Сезон | Сезон | Название  | Эпизоды | Премьера сезона          | Финал сезона             | Средняя аудитория (млн) |
| ----- | ----- | --------- | ------- | ------------------------ | ------------------------ | ----------------------- |
|       | 1     | Лабиринт  | 10      | 2 октября 2016           | 4 декабря 2016           | 1,8                     |
|       | 2     | Дверь     | 10      | 22 апреля 2018           | 24 июня 2018             | 1,6                     |
|       | 3     | Новый мир | 8       | 15 марта 2020            | 3 мая 2020               | 0,8                     |
|       | 4     | Выбор     | 8       | 26 июня 2022             | 14 августа 2022          |                         |

### Сезон 1: Лабиринт (2016)
| № общий | № в сезоне | Название                                                    | Режиссёр           | Автор сценария                                                                            | Дата премьеры   | Произв. код | Зрители США (млн) |
| ------- | ---------- | ----------------------------------------------------------- | ------------------ | ----------------------------------------------------------------------------------------- | --------------- | ----------- | ----------------- |
| 1       | 1          | «Оригинал» «The Original»                                   | Джонатан Нолан     | Сюжет: Джонатан Нолан, Лиза Джой и Майкл Крайтон Телесценарий: Джонатан Нолан и Лиза Джой | 2 октября 2016  | 276083      | 1,96              |
| 2       | 2          | «Избитый сюжет» «Chestnut»                                  | Ричард Дж. Льюис   | Джонатан Нолан и Лиза Джой                                                                | 7 октября 2016  | 4X6152      | 1,50              |
| 3       | 3          | «Бродяга» «The Stray»                                       | Нил Маршалл        | Лиза Джой и Дэниел Т. Томсен                                                              | 16 октября 2016 | 4X6153      | 2,10              |
| 4       | 4          | «Теория диссонанса» «Dissonance Theory»                     | Винченцо Натали    | Эд Брубейкер и Джонатан Нолан                                                             | 23 октября 2016 | 4X6154      | 1,70              |
| 5       | 5          | «Контрапассо» «Contrapasso»                                 | Джонни Кэмпбелл    | Сюжет: Лиза Джой и Доминик Митчелл Телесценарий: Лиза Джой                                | 30 октября 2016 | 4X6155      | 1,49              |
| 6       | 6          | «Противник» «The Adversary»                                 | Фредерик И. О. Туа | Хэлли Гросс и Джонатан Нолан                                                              | 6 ноября 2016   | 4X6156      | 1,64              |
| 7       | 7          | «Обман зрения» «Trompe L'Oeil»                              | Фредерик И. О. Туа | Хэлли Гросс и Джонатан Нолан                                                              | 13 ноября 2016  | 4X6157      | 1,75              |
| 8       | 8          | «Угасание следа» «Trace Decay»                              | Стивен Уильямс     | Чарльз Ю и Лиза Джой                                                                      | 20 ноября 2016  | 4X6158      | 1,78              |
| 9       | 9          | «Хорошо темперированный клавир» «The Well-Tempered Clavier» | Мишель Макларен    | Дэн Дитц и Кэтрин Лингенфельтер                                                           | 27 ноября 2016  | 4X6159      | 2,09              |
| 10      | 10         | «Бикамеральный разум» «The Bicameral Mind»                  | Джонатан Нолан     | Лиза Джой и Джонатан Нолан                                                                | 4 декабря 2016  | 4X6160      | 2,24              |

### Сезон 2: Дверь (2018)
| № общий | № в сезоне | Название                                     | Режиссёр           | Автор сценария                     | Дата премьеры  | Произв. код | Зрители США (млн) |
| ------- | ---------- | -------------------------------------------- | ------------------ | ---------------------------------- | -------------- | ----------- | ----------------- |
| 11      | 1          | «Путешествие в ночь» «Journey into Night»    | Ричард Дж. Льюис   | Лиза Джой и Роберт Патино          | 22 апреля 2018 | 201         | 2,06              |
| 12      | 2          | «Воссоединение» «Reunion»                    | Винченцо Натали    | Карли Рэй и Джонатан Нолан         | 29 апреля 2018 | 202         | 1,85              |
| 13      | 3          | «Добродетель и удача» «Virtù e Fortuna»      | Ричард Дж. Льюис   | Роберт Патино и Рон Фицджеральд    | 6 мая 2018     | 203         | 1,63              |
| 14      | 4          | «Загадка Сфинкса» «The Riddle of the Sphinx» | Лиза Джой          | Джина Этуотер и Джонатан Нолан     | 13 мая 2018    | 204         | 1,59              |
| 15      | 5          | «Танец Акане» «Akane No Mai»                 | Крэйг Зобел        | Дэн Диц                            | 20 мая 2018    | 205         | 1,55              |
| 16      | 6          | «Фазовое пространство» «Phase Space»         | Тарик Салех        | Карли Рэй                          | 27 мая 2018    | 206         | 1,11              |
| 17      | 7          | «Экорше» «Les Écorchés»                      | Николь Кассель     | Джордан Голдберг и Рон Фицджеральд | 3 июня 2018    | 207         | 1,39              |
| 18      | 8          | «Помни» «Kiksuya»                            | Ута Бризевиц       | Карли Рэй и Дэн Дитц               | 10 июня 2018   | 208         | 1,44              |
| 19      | 9          | «Точка схода» «Vanishing Point»              | Стивен Уильямс     | Роберт Патино                      | 17 июня 2018   | 209         | 1,56              |
| 20      | 10         | «Пассажир» «The Passenger»                   | Фредерик И. О. Туа | Джонатан Нолан и Лиза Джой         | 24 июня 2018   | 210         | 1,56              |

### Сезон 3: Новый мир (2020)
| № общий | № в сезоне | Название                                  | Режиссёр            | Автор сценария               | Дата премьеры  | Произв. код | Зрители США (млн) |
| ------- | ---------- | ----------------------------------------- | ------------------- | ---------------------------- | -------------- | ----------- | ----------------- |
| 21      | 1          | «Смилуйся, Господи» «Parce Domine»        | Джонатан Нолан      | Лиза Джой и Джонатан Нолан   | 15 марта 2020  | 301         | 0,90              |
| 22      | 2          | «Зимняя линия» «The Winter Line»          | Ричард Дж. Льюис    | Мэтт Питтс и Лиза Джой       | 22 марта 2020  | 302         | 0,78              |
| 23      | 3          | «Отсутствие поля» «The Absence of Field»  | Аманда Марсалис     | Дениз Те                     | 29 марта 2020  | 303         | 0,80              |
| 24      | 4          | «Мать изгнанников» «The Mother of Exiles» | Пол Кэмерон         | Джордан Голдберг и Лиза Джой | 5 апреля 2020  | 304         | 0,78              |
| 25      | 5          | «Жанр» «Genre»                            | Анна Фёрстер        | Кэрри Краус и Джонатан Нолан | 12 апреля 2020 | 305         | 0,77              |
| 26      | 6          | «Декогеренция» «Decoherence»              | Дженнифер Гетцингер | Сюзанн Врубел и Лиза Джой    | 19 апреля 2020 | 306         | 0,77              |
| 27      | 7          | «Проходная пешка» «Passed Pawn»           | Хелен Шейвер        | Джина Этуотер                | 26 апреля 2020 | 307         | 0,81              |
| 28      | 8          | «Теория кризиса» «Crisis Theory»          | Дженнифер Гетцингер | Дениз Те и Джонатан Нолан    | 3 мая 2020     | 308         | 0,89              |

### Сезон 4: Выбор (2022)
| № общий | № в сезоне | Название                               | Режиссёр             | Автор сценария                 | Дата премьеры   | Произв. код | Зрители США (млн) |
| ------- | ---------- | -------------------------------------- | -------------------- | ------------------------------ | --------------- | ----------- | ----------------- |
| 29      | 1          | «Предзнаменования» «The Auguries»      | Ричард Дж. Льюис     | Лиза Джой и Уилл Судик         | 26 июня 2022    | 401         | 0.325             |
| 30      | 2          | «В покое» «Well Enough Alone»          | Крэйг Уильям Макнилл | Мэттью Питтс и Кристина Хэм    | 3 июля 2022     | 402         | 0.350             |
| 31      | 3          | «Безумные годы» «Annees Folles»        | Ханель М. Калпеппер  | Кевин Лау и Сюзанн Врубел      | 10 июля 2022    | 403         | 0.312             |
| 32      | 4          | «Потеря поколения» «Generation Loss»   | Пол Кэмерон          | Кевин Лау и Сюзанн Врубел      | 17 июля 2022    | 404         | 0.312             |
| 33      | 5          | «Чжуан-цзы» «Zhuangzi»                 | Крэйг Уильям Макнилл | Уэс Хамфри и Лиза Джой         | 24 июля 2022    | 405         | 0.384             |
| 34      | 6          | «Достоверность» «Fidelity»             | Эндрю Секлир         | Джордан Голдберг и Элли Рок    | 31 июля 2022    | 406         | 0.394             |
| 35      | 7          | «Метанойя» «Metanoia»                  | Мира Менон           | Деса Ларкин-Бутте и Дениз Те   | 7 августа 2022  | 407         | 0.321             |
| 36      | 8          | «Что будет, то будет» «Que Sera, Sera» | Ричард Дж. Льюис     | Элисон Шапкер и Джонатан Нолан | 14 августа 2022 | 408         | 0.391             |

## Производство

### Замысел и разработка

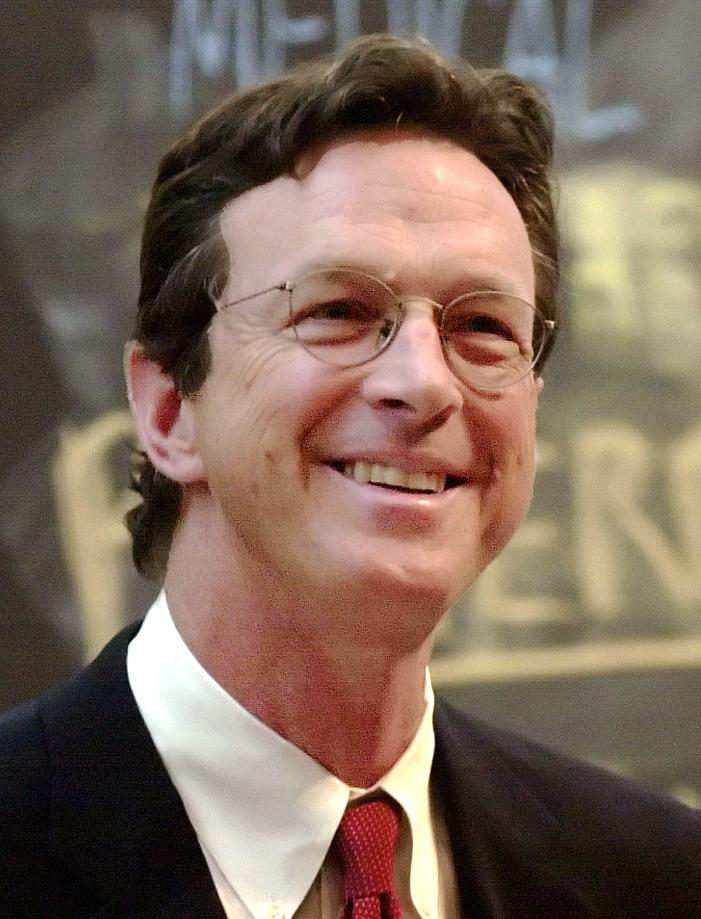
Майкл Крайтон является сценаристом и режиссёром фильма 1973 года, на котором основан сериал

Сериал основан на одноимённом фильме 1973 года (где сценаристом и режиссёром выступил Майкл Крайтон) и, в меньшей степени, на его продолжении 1976 года, «Мир будущего». Это второй сериал, основанный на оригинальной истории Крайтона после «За пределами запада» (1980), который транслировался в течение только трёх эпизодов, пока CBS не закрыло его.
Компания Warner Bros. рассматривала планы создания полнометражного ремейка фильма «Западный мир» 1973 года с конца 1990-х годов. В 2002 году журнал Variety сообщил о подписании договора между Warner Bros. и актёром Арнольдом Шварценеггером, который намеревался продюсировать фильм и исполнить в нём роль Стрелка, ранее сыгранную Юлом Бриннером; на протяжении нескольких лет компания пыталась привлечь к проекту Тарсема Сингха на пост режиссёра и Квентина Тарантино на пост сценариста. В 2011 году Warner Bros. всё ещё имела планы создания ремейка.
В августе 2013 года было объявлено, что компания кабельного телевидения HBO заказала пилотную серию телесериала по мотивам фильма — продюсерами проекта выступили Дж. Дж. Абрамс, Джонатан Нолан и Джерри Вайнтрауб, причём Джонатан Нолан выступил в качестве режиссёра, а также сценариста в соавторстве со своей женой Лизой Джой. В конце 2014 года HBO дала ход созданию первого сезона сериала в сотрудничестве с кинокомпанией Bad Robot Productions; премьера сериала была запланирована на 2015 год.
Именно Дж. Дж. Абрамс предложил подавать сюжет в сериале с точки зрения андроидов, а не людей. Джонатан Нолан среди прочих источников черпал вдохновение в компьютерных играх, в том числе BioShock Infinite, Red Dead Redemption и The Elder Scrolls V: Skyrim, а также играх от компании BioWare, где нет строго заданной морали, и нравственная составляющая лежит в пределах некоего спектра, без однозначного деления на чёрное и белое. Игра The Elder Scrolls V: Skyrim приводилась как пример мира, в котором управляемые компьютером неигровые персонажи, например, деревенские жители, живут своей собственной жизнью независимо от того, находится рядом с ними игрок или нет. Именно эта идея персонажей компьютерных игр послужила образцом для запрограммированных историй андроидов в «Мире Дикого Запада», замкнутых в бесконечном цикле и раз за разом повторяющих одни и те же поступки. Комментируя тему насилия в сериале, Нолан отмечал, что «насилие присутствует в тех историях, которые нам нравится смотреть по телевизору, но не в тех, которые нам хотелось бы пережить лично».
В сериале звучат цитаты из классических пьес Уильяма Шекспира, в частности, фраза «У бурных чувств неистовый конец» из Ромео и Джульетты — для андроидов она является триггером, заставляющим переоценить свое восприятие реальности. «Мир Дикого Запада» содержит ряд отсылок к «Алисе в Стране Чудес» Льюиса Кэрролла — к ним относятся, например, синее платье Долорес и сцена чаепития в пустыне, сильно напоминающая канонические иллюстрации Джона Тенниела к «Алисе». По словам Нолана, в сериале есть несколько явных и неявных связей между главной героиней Долорес и Алисой, главной героиней кэрролловской книги; сама книга Кэрролла также появляется в сериале, и герои зачитывают отрывки из неё.

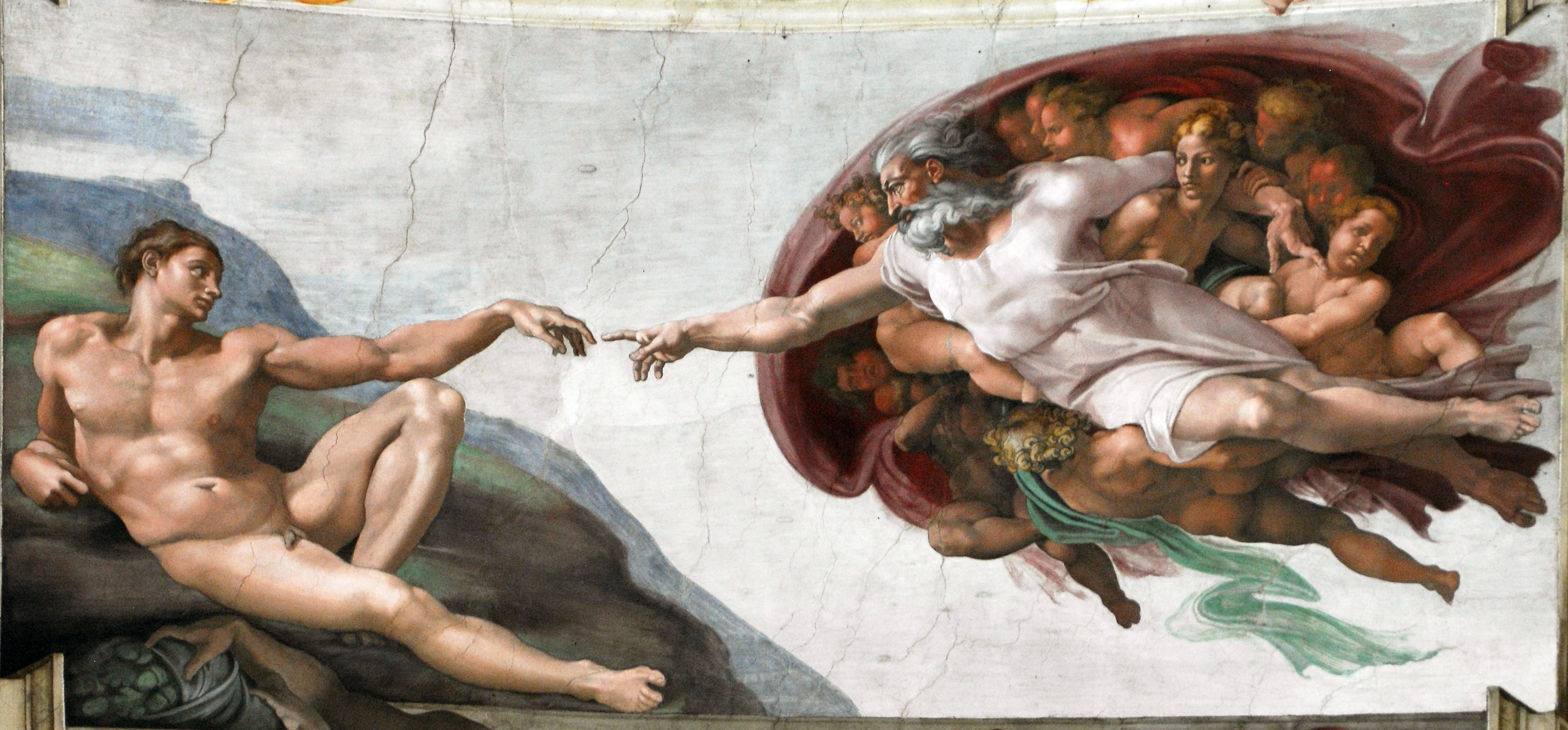
«Сотворение Адама», фреска Сикстинской капеллы работы Микеланджело

Отсылки к изобразительному искусству включают в себя образы, списанные с «Витрувианского человека» Леонардо да Винчи, «Мира Кристины» Эндрю Уайета и «Сотворения Адама» Микеланджело — репродукция «Сотворения Адама» появляется в финале первого сезона, и один из героев сериала, доктор Форд, указывает на неё и пересказывает теорию, выдвинутую в 1990 году американским врачом Фрэнком Мешбергером, о том, что в изображении Бога на фреске на самом деле зашифровано анатомическое изображение человеческого мозга.
В сюжете сериала немалое место занимает концепция «бикамерализма», или «двухпалатного ума», выдвинутая американским психологом Джулианом Джейнсом в 1976 году — о том, что мышление древних людей отличалось от мышления современных и некогда человеческий мозг был «двухпалатным», разделённым на две части. Одна из этих частей сообщала другой, что делать, а вторая исполняла приказы, воспринимая голос другой части мозга как «внешний», принадлежащий высшим силам. Распад этой системы, по мнению Джейнса, привёл к образованию собственного «Я» и сознания в современном смысле этого слова.
В фильме «Западный мир» 1973 года фигурировали и другие парки, оформленные в стиле не Дикого Запада, а Римской империи и Средневековья — Нолан допускал, что подобные парки могут в дальнейшем появиться в сериале, и действительно, в последней серии первого сезона было показано закулисье ещё одного парка с японскими самураями. Писатель Джордж Мартин, по чьим книгам в жанре средневекового фэнтези был снят другой успешный сериал HBO — «Игра престолов» — встречался с Ноланом и Джой и предлагал им идею возможного кроссовера между сериалами — парка с андроидами, основанного на мире «Игры престолов».

### Подбор актёров
Энтони Хопкинс и Эван Рэйчел Вуд стали первыми актёрами, с кем договорились продюсеры сериала, и были утверждены их роли доктора Роберта Форда и Долорес Абернати соответственно. В августе 2014 года к проекту присоединилась целая группа актёров в составе: Джеффри Райт, Родриго Санторо, Шеннон Вудворд, Ингрид Бульсё Бердал, Анджела Сарафян и Саймон Куортерман. Джеймс Марсден и Эдди Роуз также присоединились к актёрскому составу. Эд Харрис получил ключевую роль злодея парка, известного как Человек в чёрном. Остальные роли в сериале получили Деметриус Гросс, Кайл Борнхеймер, Карри Грэм, Лена Георгас, Стивен Огг, Тимоти Ли ДеПрист, Птолеми Слокам, Тэндиве Ньютон и Миранда Отто.
В июле 2015 года было объявлено, что Отто покинула шоу из-за своих обязательств перед пятым сезоном телесериала «Родины» и её заменила Сидсе Бабетт Кнудсен. Кроме того, к сериалу добавилось три актёра: Эйон Бэйли, Джимми Симпсон и Клифтон Коллинз-мл. Бэйли позже заменил Бен Барнс. Также стало известно, что Талула Райли получила роль одного из роботов после того, как её бывший муж, Илон Маск, написал об этом в Твиттере; Райли будет повышена до основного актёрского состава во втором сезоне.
После показа финального эпизода первого сезона, Нолан и Джой рассказали, что они работали с большинством актёров с очень строгим информационным барьером, чтобы «хранить историю свежей и современной, насколько это возможно». Например, в случае с Вуд, они давали странные актёрские указания, не объясняя почему, и лишь некоторое время спустя Вуд догадалась, что она на самом деле играла пять разных персонажей в одном роботе: 4 различных поведенческих режима для Долорес, плюс Уайатт. Тем не менее, Хопкинс был сразу же осведомлён об общей сюжетной арке Форда (на тот момент, когда он получил роль), чтобы он смог полностью передать сложность персонажа в своём исполнении. Даже с этим предварительным знанием, Хопкинсу изначально давали сильно отредактированные сценарии, и ему приходилось настаивать на том, чтобы он получил доступ ко всем неотредактированным сценариям.

### Съёмки
Съемки пилотного эпизода состоялись в июле и в августе 2014 года в Лос-Анджелесе.

### Музыка
Музыку к сериалу написал композитор Рамин Джавади. Кроме написания новых композиций, ставших саундтреком к сериалу, Рамином Джавади также были написаны инструментальные версии других известных композиций.
В первом сезоны это были песни «Paint it, Black» рок-группы Rolling Stones, «No Surprises», «Motion Picture Soundtrack» и «Fake Plastic Trees» группы Radiohead, «House of the Rising Sun» группы The Animals, «Back to Black» певицы Эми Уайнхаус, а также оригинальная композиция «Rêverie» («Грёзы») композитора Клода Дебюсси, которая является лейтмотивом всего первого сезона.
Во втором сезоне также присутствовали композиции, являющиеся переосмыслением других музыкальных произведений (в основном их инструментальные версии), например стилизованная под индийскую музыку песня «Seven Nation Army» группы The White Stripes, регтайм Скотта Джоплина «The Entertainer», трек группы Nirvana «Heart-Shaped Box» (включён в альбом саундтреков сериала в двух версиях — оркестровой и фортепианной), а также композиция «We’ll meet again» Веры Линн.
В третьем сезоне тренд на использование инструментальных версий популярных песен продолжился, так зрители могли слышать песню «Dissolved Girl» группы Massive Attack, «Sweet Child O' Mine» группы Guns N' roses, «Wicked Games» певца The Weeknd, а также инструментальные версии всемирно известных песен Дэвида Боуи «Space Oddity» и группы Pink Floyd «Brain Damage».

## Критика

### Реакция критиков
Первый сезон сериала получил преимущественно благоприятные оценки от критиков. Положительно был оценен актёрский состав, «достойный голливудского блокбастера», чья труппа «сделала бы честь многим кинофильмам». Взявший основную идею от фильма 1973 года сериал не выглядит как ремейк. Он кардинально отличается с точки зрения жанра и являет собой фантастическую драму против триллера оригинала. Сюжет интригует загадками и философскими аллюзиями. Сериал поднимает множество тем, в которой тематика искусственного интеллекта играет не последнюю роль, но и не всегда первую. Необычна и форма подачи повествования — три параллельных сюжета, разворачивающиеся на экране, неотличимы друг от друга. «Мир Дикого Запада» получился цельным произведением, способным породить общественные дискуссии, как это некогда делал сериал «Остаться в живых». Так как в сюжете много насилия и обнаженной натуры, проект сравнивали с «Игрой престолов». Среди негативных откликов бытовало мнение, что по существу сериал не представляет в своей концепции ничего нового. К минусам журналисты также относили интеллектуальное отстранение от происходящего, особенно присущее пилотной серии. «Афиша. Daily» писала:
Сериал, играющий с хронологией, на протяжении всего сезона стирающий разницу между вчера, сегодня и завтра, предъявил чертовски нетривиальный способ рассказа. Наверное, нужно быть андроидом, чтобы не оценить шоу хотя бы на этом уровне. «Это ни на что не похоже», — скажут одни. «Остановить моторику», — скажут другие.
Издания Forbes, Business Insider, Vanity Fair, Toronto Sun, «Афиша» и многие другие включили «Мир Дикого Запада» в свои списки лучших сериалов года. Журнал «Мир фантастики» назвал «Мир Дикого Запада» лучшим сериалом 2016 года.

### Награды
- 2017 — 4 премии «Эмми»: лучшее микширование звука для комедийного или драматического сериала (эпизод «The Bicameral Mind»), лучший грим для телесериала (эпизод «The Original»), лучшие причёски для телесериала (эпизод «Contrapasso»), лучшие визуальные спецэффекты (эпизод «The Bicameral Mind»). Кроме того, сериал получил 16 номинаций.
- 2017 — две премии «Сатурн» за лучший научно-фантастический телесериал и за лучшую мужскую роль второго плана на телевидении (Эд Харрис), а также 4 номинации: лучшая мужская роль второго плана на телевидении (Джеффри Райт), лучшая женская роль второго плана на телевидении (Эван Рэйчел Вуд и Тэндиве Ньютон), лучший приглашённый актёр в телесериале (Энтони Хопкинс).
- 2017 — три номинации на премию «Золотой глобус»: лучший телесериал — драма, лучшая женская роль в телесериале — драма (Эван Рэйчел Вуд), лучшая женская роль второго плана в телесериале или телефильме (Тэндиве Ньютон).
- 2017 — три номинации на премию Гильдии киноактёров США: лучший актёрский ансамбль в драматическом сериале, лучшая женская роль в драматическом телесериале (Тэндиве Ньютон), лучшая работа каскадёров в драматическом или комедийном сериале.
- 2017 — премия «Спутник» за лучшую женскую роль в телесериале — драма (Эван Рэйчел Вуд), а также номинация за лучший жанровый телесериал.
- 2017 — номинация на премию Гильдии режиссёров США за лучшую режиссуру в драматическом сериале (Джонатан Нолан, эпизод «The Original»).
- 2017 — номинация на премию Эдгара Аллана По за лучший эпизод телесериала (Лиза Джой и Джонатан Нолан, эпизод «The Bicameral Mind»).
- 2017 — две номинации на премию Гильдии сценаристов США за лучший новый сериал и за лучший драматический сериал.
- 2018 — 3 премии «Эмми»: лучшая женская роль второго плана в драматическом телесериале (Тэндиве Ньютон), лучший грим для телесериала (эпизод «Akane No Mai»), лучшие причёски для телесериала (эпизод «Akane No Mai»). Кроме того, сериал получил 17 номинаций.
- 2018 — номинация на премию «Сатурн» за лучший телевизионный релиз на DVD/Blu-Ray.
- 2019 — премия «Сатурн» за лучший научно-фантастический телесериал, а также две номинации: лучшая мужская роль в телесериале (Джеффри Райт), лучшая мужская роль второго плана в телесериале (Эд Харрис).
- 2019 — номинация на премию «Золотой глобус» за лучшую женскую роль второго плана в телесериале или телефильме (Тэндиве Ньютон).
- 2019 — номинация на премию Гильдии киноактёров США за лучший актёрский ансамбль в драматическом сериале.
- 2020 — 11 номинаций на премию «Эмми».
- 2021 — три номинации на премию «Сатурн»: лучший научно-фантастический телесериал, лучшая женская роль в телесериале (Тэндиве Ньютон), лучшая женская роль второго плана в телесериале (Тесса Томпсон).
- 2021 — номинация на премию Гильдии киноактёров США за лучшую работу каскадёров в драматическом или комедийном сериале
- 2022 — номинация на премию «Сатурн» за лучший научно-фантастический кабельный телесериал.